# Single dark fibre
Single dark fibre is een begrip uit de datacommunicatie. Hierbij gaat het om de oplevering van een glasvezelaansluiting, waarbij de leverancier van de lijn niet de controle heeft over en zicht heeft op de aangesloten apparatuur noch over de gegevens, die erdoor worden verzonden.
Een single dark fibre is een enkel uitgevoerde lijn, een dual dark fibre is dubbel uitgevoerd.